# 서울보증보험
SGI서울보증 주식회사는 1998년 11월 25일 대한보증보험과 한국보증보험의 합병으로 출범하였으며, IMF사태 당시 회사채 보증건의 대규모 보험금 지급 등의 원인으로 공적자금이 투입 되었고, 그 결과 현재 예금보험공사가 93% 이상의 지분을 보유한 대주주이다. 서울보증보험은 은행 및 각종 공제조합 등 70여개 보증기관이 참여하는 국내 보증시장에서 2019년말 기준 340조원이 넘는 보증잔액을 유지하고 있는 국내 최대규모의 종합보증기관이며, 세계 보증보험 및 신용보험사 중에서 보험료 기준으로 글로벌 Top 3위를 기록하고 있다(ICISA 2019년 발표 기준).

## 역사
- 1971년 3월 대한보증보험(주)설립
- 1989년 11월 한국보증보험(주)설립
- 1998년 11월 서울보증보험(주)출범
- 1998년 11월 박해춘 사장 취임
- 2003년 3월 수입보험료 8천억원 돌파
- 2004년 3월 자회사 에스지신용정보(주) 설립
- 2004년 4월 정기홍 사장 취임
- 2007년 3월 수입보험료 1조원 돌파
- 2007년 6월 방영민 사장 취임
- 2007년 10월 베트남 하노이대표사무소 개소
- 2008년 6월 중국 베이징대표사무소 개소
- 2009년 12월 UAE 중동대표사무소 개소
- 2011년 6월 김병기 사장 취임
- 2012년 10월 미국 뉴욕대표사무소 개소
- 2013년 2월 New CI(SGI서울보증) 선포
- 2013년 11월 제20회 기업혁신대상 국무총리상 수상
- 2014년 9월 베트남 최초 해외손해보험사 지점 개소(2014.10.1 하노이지점 영업개시)
- 2014년 10월 김옥찬 사장 취임
- 2014년 11월 2014 전국소상공인대회 지원우수단체부문 대통령 표창
- 2014년 11월 산업통상자원부 주관 한국서비스품질우수기업 인증 획득
- 2016년 1월 최종구 사장 취임
- 2017년 12월 김상택 사장 취임
- 2019년 1월 한국경제신문 주관 다산금융상 보험부문 금상 수상
- 2019년 2월 창립 50주년 기념식 및 비전선포식
- 2019년 12월 한국능률협회컨설팅 주관 상생경영부문 종합대상 수상
- 2020년 4월 아시아보증신용보험협회(AGCIA) 출범
- 2020년 12월 한국능률협회컨설팅 주관 상생경영부문 종합대상 수상
- 2020년 12월 유광열 사장 취임
- 2023년 12월 이명순 사장 취임
- 2025년 코스피 상장[2]

## 지배 구조
SGI서울보증보험의 주주는 예금보험공사(93.85%), 12개의 손해보험사 및 생명보험사이며, 총 13개 기관으로 구성되어 있다. 과거 대한재보험공사(현 코리안리)가 대주주였다. 예금보험공사의 지분율은 99.2%였다가, 2006년과 2007년 감자와 유상증자를 통해 축소되었다.

## 노동조합
민주노총 산하 전국손해보험노동조합에 가입되어 있음(김선우 위원장)

## 보증보험제도
보증보험은 각종 거래행위에서 발생하는 신용위험을 감소시키기 위하여 보험의 형태로 인수되는 보증계약으로서, 보험자가 보험료를 받고 채무자인 보험계약자가 채권자인 피보험자에게 계약상의 채무불이행 또는 법령에 의한 의무불이행으로 손해를 입힌 경우에 그 손해를 약정한 계약에 따라 보상하는 형태의 보험상품이다. 보증보험은 보증적 기능을 보험의 방식으로 인수하여 채무자에게 신용을 공여함으로써 기업이나 개인의 경제활동에 필요한 인적ㆍ물적담보(각종 보증금,연대보증인 및 부동산 담보 등)에 대신하여 이용할 수 있는 제도이다.
| 구 분              | 보증보험                                                | 일반손해보험                                                                     |
| ------------------ | ------------------------------------------------------- | -------------------------------------------------------------------------------- |
| 보험의목적         | 채무자의 채무불이행으로 인한 손해를 보상                | 특정한 유체물에 대한 불확정적인 사고로 인한 손해를 보상                          |
| 보험사고의성격     | 보험사고의 인위성 (채무자의 고의, 과실로 인한 손해담보) | 보험사고의 우연성 (고의,과실로 인한 손해는 면책)                                 |
| 보험계약의중도해지 | 피보험자 동의 없는 중도해지 불가능                      | 보험사고 발생 전에는 보험계약자 또는 피보험자는 언제든지 전부 또는 일부 해지가능 |

## 보험 상품
서울보증보험은 보험업법 제4조를 근거로, 경제 활동시 발생하는 각종 채권채무관계(권리·의무관계)에서 채무자(의무자)에게는 부족한 신용을 보완해 주고, 채권자(권리자)에게는 채권담보적 기능을 제공하기 위해, 신원보증, 채무이행보증, 신용보험, 모기지신용보험 등 총 82개의 보증보험 및 신용보험 상품을 판매하고 있다.

## 대외 신인도
2025년 1월 현재 S&P사 A+, Fitch사 AA-로 국내 금융기관 중 최고의 신용도를 보유하고 있다.

## 인력채용
4급 사원을 공채로 채용한다. 소수 경력직을 수시로 채용한다. 매년 하반기 채용 진행.

## 특이사항
- SGI신용정보를 자회사로 두고 있으며, 2014.10.1 영업개시한 베트남 하노이지점 외 3개의 해외대표사무소가 있음.
- 보험통합전산시스템인 ISIS(InSurance Information System)을 SK C&C와 함께 개발하여 2007년 12월부터 사용중이며, 2010년 10월 자체 ERM시스템을 개발하여 구축하였음.

## 같이 보기
- 보증보험
- 보증계약
- 한국해양보증
- 대한주택보증